# Ancylandrena larreae
Ancylandrena larreae är en biart som först beskrevs av Timberlake 1951.  Ancylandrena larreae ingår i släktet Ancylandrena och familjen grävbin. Inga underarter finns listade i Catalogue of Life.